# Parque Central (Andorra la Vieja)
Parque Central (en catalán: Parc Central) es el nombre que recibe un parque en la ciudad de Andorra la Vieja, en el pequeño principado europeo de Andorra, ubicado entre los límites de España y Francia. Fue diseñado por el arquitecto Daniel Fontova.